# ノーマン・フレデリック・チャールズ3世
ノーマン・フレデリック・チャールズ3世（Norman Frederick Charles III、本名：Norman Lowndes、1941年7月25日 - 2019年8月22日）は、イギリス出身のプロレスラー。生年は1936年ともされる。
英国からオーストラリアを経て1970年代より北米のマット界に進出。ロード・ジョナサン・ボイドとの悪役タッグチーム、ロイヤル・カンガルーズ（The Royal Kangaroos）での活躍で知られる。

## 来歴
本国の英国マットではゴージャス・ジョージをイメージしたヒールとして、モーリス・ラルー（Maurice LaRue）などのリングネームで活動。1966年より、マーフィー・ザ・サーフィー（Murphy the Surfie）のリングネームでオーストラリアに進出。ジム・バーネットが主宰していたワールド・チャンピオンシップ・レスリングにおいて、ロイ・ヘファーナン、スパイロス・アリオン、マリオ・ミラノ、ビリー・ホワイト・ウルフ、ドリー・ディクソン、ガイ・ミッチェル、レネ・グレイ、ビル・ダンディーなどと対戦した。
1971年にアメリカへ渡り、中南部のNWAトライステート地区を経て、太平洋岸北西部のパシフィック・ノースウエスト・レスリング（PNW）において、同じくオーストラリアから渡米していたジョナサン・ボイドと合体。オーストラリアに移住した英国貴族というギミックのもと、ノーマン・フレデリック・チャールズ3世（Norman Frederick Charles III）と名乗り、ファビュラス・カンガルーズにあやかったヒールのタッグチーム、ロイヤル・カンガルーズ（The Royal Kangaroos）を結成。

以降、1970年代はボイドとのコンビでPNWを主戦場に、ダッチ・サベージ&ジミー・スヌーカ、ブル・ラモス&ジェシー・ベンチュラなどのチームを破り、NWAパシフィック・ノースウエスト・タッグ王座を再三獲得。他地区においても、ノースカロライナやジョージアなどの南東部からカナダのカルガリーまでを転戦して、各地のタッグ王座を奪取。サンフランシスコではパット・パターソン&トニー・ガレアやバリアント・ブラザーズとNWA世界タッグ王座を争った。
日本にもロイヤル・カンガルーズとして、1974年2月に新日本プロレスの『ビッグ・ファイト・シリーズ』に参戦。タッグマッチでアントニオ猪木や坂口征二とも対戦し、新日本プロレスに初登場したアンドレ・ザ・ジャイアントのパートナーにも起用された。1976年1月には全日本プロレスの『新春ジャイアント・シリーズ』に再来日。ジャンボ鶴田やザ・デストロイヤーとのシングルマッチが組まれ、ジャイアント馬場ともボイドと組んでのタッグマッチで対戦した。
1978年にボイドとのコンビを解消して、スチュ・ハート主宰のスタンピード・レスリングを新たな主戦場に、体重を絞ってジュニアヘビー級戦線で活動。同年6月10日、ダイナマイト・キッドを破り英連邦ミッドヘビー級王座を獲得した。同王座は7月8日にエドモントンにおいて、国際プロレスから海外武者修行に出ていたファイティング・ハラこと阿修羅・原に一度奪われたとされるが、当日の勝者は不明。トータルでは10月14日にブレット・ハートに敗れるまで戴冠している。その間の7月11日と15日には、当時ネルソン・ロイヤルが保持していたNWA世界ジュニアヘビー級王座にも挑戦した。スタンピードでは1978年から1979年にかけて、ジェリー・モロー、ジョージ・ウェルズ、レオ・バーク、ギル・ヘイズ、ミスター・ヒト、ミスター・サクラダとも対戦している。
1980年にPNWへ再登場して以降はリングを離れていたが、1983年のニュー・イヤーズ・デイにアラバマのサウスイースタン・チャンピオンシップ・レスリングにて同年限りの復帰を果たし、前王者ウェイン・ファリスからの剥奪で空位となっていたNWA USジュニアヘビー級王座をトーナメントを制して獲得。ロックンロール・エクスプレスを結成する直前のロバート・ギブソンともタイトルを争った。2月14日にはミスター・オリンピアを下してNWAアラバマ・ヘビー級王座も奪取している。
1983年3月からはスタンピード・レスリングに復帰して、キッドやハート・ファミリーをはじめデイビーボーイ・スミスや高野俊二とも対戦。6月から8月にかけてはジョージア・チャンピオンシップ・レスリングの前座試合に出場。カール・ファジーをパートナーに、若手時代のリック・ルードやアーン・アンダーソン、テリー・テイラーなどと対戦した。
2019年8月22日、死去。

## 獲得タイトル
パシフィック・ノースウエスト・レスリング
- NWAパシフィック・ノースウエスト・タッグ王座：5回（w / ロード・ジョナサン・ボイド）[7]

ミッドアトランティック・チャンピオンシップ・レスリング
- NWAミッドアトランティック・ブラスナックルズ・タッグ王座：1回（w / ロード・ジョナサン・ボイド）[22]

オールサウス・レスリング・アライアンス
- ASWAジョージア・タッグ王座：2回（w / ロード・ジョナサン・ボイド）[23]

NWAサンフランシスコ
- NWA世界タッグ王座（サンフランシスコ版）：1回（w / ロード・ジョナサン・ボイド）[8]

スタンピード・レスリング
- 英連邦ミッドヘビー級王座：2回[13]
- インターナショナル・タッグ王座：3回（w / ロード・ジョナサン・ボイド×2、キューバン・アサシン）[24]

サウスイースタン・チャンピオンシップ・レスリング
- NWA USジュニアヘビー級王座：1回[17]
- NWAアラバマ・ヘビー級王座：1回[19]